# Spacewalk: A Tribute to Ace Frehley
Spacewalk: A Tribute to Ace Frehley è un album tributo dedicato a Ace Frehley e ai Kiss, realizzato nel 1996 per l'etichetta Triage Records.

## Tracce
1. Deuce 3:48 (Marty Friedman)
2. Shock Me 3.23 (Gilby Clarke)
3. Rip It Out 3.46 (Scott Ian)
4. Hard Luck Woman 3.09 (Ron Young & Jeff Watson)
5. Snowblind 4.01 (Snake Sabo)
6. Rock Bottom 3.07 (Sebastian Bach)
7. Parasite 3.16 (Tracii Guns)
8. Cold Gin 4.10 (John Norum)
9. New York Groove 4.52 (Bruce Bouillet)
10. Fractured Mirror 6.35 (Dimebag Darrell)
11. Take Me To The City 3.37 (Ace Frehley)
12. Save Your Love 5.19 (Sebastian Bach)

## Formazione
1. Tom Gattis, Marty Friedman, John Alderete, Bruce Bouillet, Scott Travis
2. Gilby Clarke, John Alderete, Scott Travis
3. Scott Ian, Zach Throne, Frank Bello, Charlie Benante
4. Ron Young, Jeff Watson, John Alderete, Scott Travis
5. Jason McMaster, Snake Sabo, John Alderete, Scott Travis
6. Sebastian Bach, Russ Parrish, John Alderete, Scott Travis
7. Kevin Roentgen, Tracii Guns, John Alderete, Bruce Bouillet, Scott Travis
8. Jason McMaster, John Norum, John Alderete, Bruce Bouillet, Scott Travis
9. Billy Fogarty, Bruce Bouillet, John Alderete, Fred C.
10. Dimebag Darrell, Vinnie Paul
11. Ace Frehley, Steve Werner, Karl Cochran, Richie Scarlet, Sebastian Bach
12. Sebastian Bach, Russ Parrish, John Alderete, Bruce Bouillet, Matt Sherrod